# Шептий, Виктор Анатольевич
Ше́птий, Виктор Анатольевич (род. 25 декабря 1965, г. Свердловск, РСФСР, СССР) — российский политический деятель. Сенатор Российской Федерации. Член Комитета Совета Федерации по обороне и безопасности.
Из-за вторжения России на Украину, находится под международными санкциями Украины, всех стран Евросоюза и Швейцарии

## Биография
Родился в г. Свердловске 25 декабря 1965 года. По окончании школы получил рабочую специальность в Свердловском горно-металлургическом техникуме.
В 1989 году с золотой медалью окончил Новосибирское высшее военно-политическое общевойсковое училище по специальности «Воздушно-десантные войска».
Служил в Витебске — в 103-й гвардейской воздушно-десантной дивизии.
С 1993 года — сотрудник подразделения специального назначения ФСБ России "Группа «Альфа». Принимал участие в контртеррористической операции на территории Чеченской Республики (6 боевых командировок), дважды ранен.
В 1996 году получил второе высшее образование, окончив Уральскую государственную юридическую академию по специальности «Юриспруденция».
В 2004 году избран депутатом Законодательного Собрания Свердловской области. Повторно избирался в 2008, 2011, 2016 и 2021 годах. Депутат от Ирбитского одномандатного избирательного округа, в составе которого 7 муниципальных образований.
С 2006 по 2011 год работал генеральным директором Государственного унитарного предприятия Свердловской области «Агентство по развитию рынка продовольствия». В 2008 году получил звание «Лучший по профессии среди руководителей предприятий пищевой промышленности».
С 2011 по 2016 год — заместитель председателя Законодательного Собрания Свердловской области.
С 2016 по 2022 год — первый заместитель председателя Законодательного Собрания Свердловской области.
С 20 сентября 2022 года — сенатор Российской Федерации от исполнительного органа власти Свердловской области — представитель Губернатора Свердловской области в Совете Федерации Федерального Собрания Российской Федерации.
С 2008 по 2021 год — Секретарь Свердловского регионального отделения Всероссийской политической партии «ЕДИНАЯ РОССИЯ».

## Законотворческая деятельность
В период с 2011 по 2016 годы — самый эффективный депутат, разработал 78 законопроектов, все они были приняты областным парламентом.
С 2016 по 2020 годы — автор 74 законов Свердловской области, 73 закона вступили в законную силу.

## Санкции
16 декабря 2022 года, на фоне вторжения России на Украину, включён в санкционный список Евросоюза, так как «поддерживал и реализовывал действия и политику, которые подрывают территориальную целостность, суверенитет и независимость Украины и ещё больше дестабилизируют Украину».
Позже к санкциям присоединилась Швейцария

## Cемья
Женат, трое детей.

## Награды
Указами Президента Российской Федерации В. В. Путина награждён государственными наградами:
- Медаль ордена «За заслуги перед Отечеством» 2-й степени (с мечами),
- Медаль «За отвагу»,
- Медаль Суворова,
- Благодарность Президента Российской Федерации;
- многочисленные ведомственные награды ФСБ и Министерства обороны.